# Куманаку, Данаи-Магдалини
Дана́и-Магдалини́ Кумана́ку (греч. Δανάη-Μαγδαληνή Κουμανάκου; род. 1954, Афины, Греция) — греческий дипломат, посол Греции в России (2013—2016).

## Биография
Родилась в 1954 году в Афинах. Училась в Парижском университете, где получила степень магистра социологии. Затем в Университете «Пантеон» политических и социальных наук получила степень магистра политических наук.
С 1979 года — атташе Посольства, МИД, Департамент по вопросам греков зарубежья.
С 1980 года работала в отделе Европейского политического сотрудничества, МИД.
В 1981 году ей был присвоен ранг Третьего Секретаря Посольства.
В 1984 году назначена сотрудницей Посольства Греции в Никосии (Республика Кипр), в связи с чем ей был присвоен ранг Второго Секретаря Посольства.
В 1985 назначена руководителем Европейского Парламентского Бюро, МИД.
В 1986 году ей присвоен ранг Первого Секретаря Посольства.
В 1986 году назначена сотрудницей 3-го комитета Генеральной Ассамблеи ООН.
С 1987 года работала в Департаменте двусторонних связей с Турцией, МИД.
В 1988 году назначена сотрудницей Посольства Греции в Берне (Швейцария).
С 1989 года Генеральный Консул Греции в Женеве (Швейцария).
В 1991 году ей присвоен ранг Второго Советника Посольства.
В 1992 году Департамент Балканских стран, МИД.
В 1993 году присвоен ранг Первого Советника Посольства.
В 1993 году — сотрудница Департамента по связям в сфере образования и культуры, МИД; Департамент ООН, других международных специализированных учреждений и конференций, МИД.
С 1994 года — Генеральный Консул Греции в Париже (Франция).
С 1998 года — сотрудница Посольства Греции в Анкаре (Турция), Советник-Посланник.
В 2000 году ей присвоен ранг Второго Полномочного Министра.
В 2002 году назначена Руководителем Департамента Протокола, МИД. В 2003 году присвоен ранг Первого Полномочного Министра.
В 2006 году назначена Чрезвычайным и Полномочным Послом Греции в Софии (Болгария).
В 2011 году назначена генеральным директором Департамента международных экономических связей; Директор Дипломатического кабинета Президента Греческой Республики.
В апреле 2013 года назначена Чрезвычайным и Полномочным Послом Греции в Москве (Россия).  23 октября 2013 года состоялось вручение верительных грамот